# ديريك سبنسر (سياسي)
ديريك سبنسر (بالإنجليزية: Derek Spencer)‏ هو سياسي بريطاني، ولد في 31 مارس 1936 في المملكة المتحدة. حزبياً، نشط في حزب المحافظين. في الانتخابات العمومية للمملكة المتحدة 1983 ‏، انتخب عضو البرلمان التاسع والأربعون للمملكة المتحدة عن دائرة ليستر الجنوبية خلال فترته النيابية ‏ (9 يونيو 1983 – 18 مايو 1987) وفي الانتخابات العامة في المملكة المتحدة 1992 ‏، انتخب عضو البرلمان الحادي والخمسون للمملكة المتحدة عن دائرة برايتون، بافيليون خلال فترته النيابية ‏ (9 أبريل 1992 – 8 أبريل 1997).